# Syzygium sorongense
Syzygium sorongense är en myrtenväxtart som först beskrevs av Thomas Gordon Hartley och Lyndley Alan Craven, och fick sitt nu gällande namn av Lyndley Alan Craven och Edward Sturt Biffin. Syzygium sorongense ingår i släktet Syzygium och familjen myrtenväxter. Inga underarter finns listade i Catalogue of Life.